# Lamachus ruficoxalis
Lamachus ruficoxalis là một loài tò vò trong họ Ichneumonidae.